# 659 Nestor
659 Nestor este o planetă minoră (asteroid), cu un diametru de 112,32 km, din Asteroid troian al lui Jupiter. A fost descoperită pe 23 martie 1908 la Observatorul Königstuhl de Max Wolf și a fost numită după Nestor. 
Obiectul prezintă o orbită caracterizată de o semiaxă mare de 5,1699276471282 UAi, o excentricitate de 0,11583555941683, o înclinație de 4,5219506989963 ° în raport cu ecliptica.